# Georg Rheticus

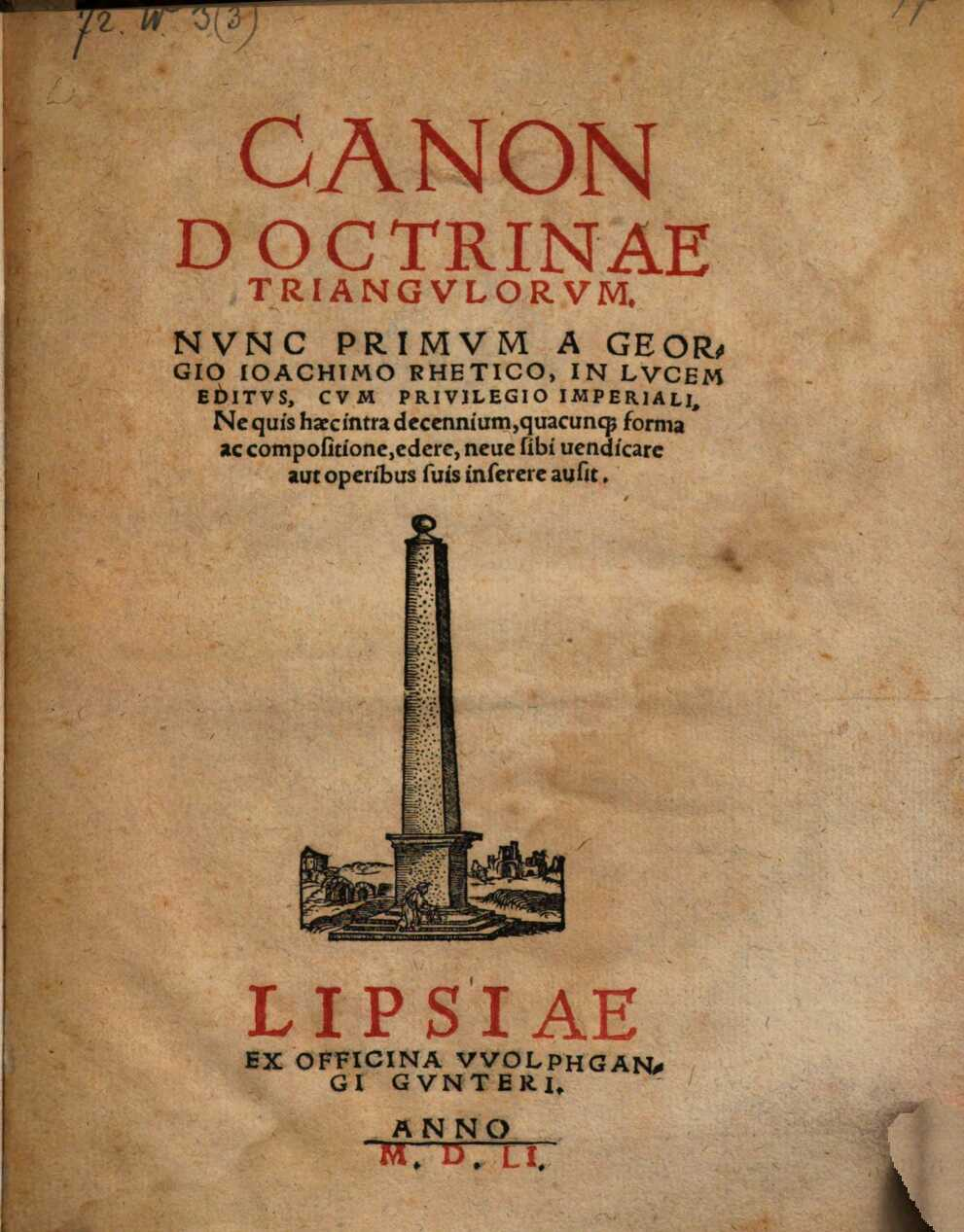
Georg Rheticus

Georg Joachim Rheticus, österrikisk matematiker och astronom, (1514-1576), den förste som spred information om Copernicus' heliocentriska teori (d.v.s. teorin att Jorden går runt solen). Detta skedde genom skriften Narratio prima ("Första rapporten"), som utgavs 1540, tre år innan Copernicus själv publicerade ett verk om teorin.
Rheticus besökte Copernicus 1539-1541 i Frauenberg (nuvarande Frombork) i Polen och kan ha övertalat den åldrade mästaren att utge sin De revolutionibus orbium coelestium ("Om himlakropparnas kretslopp"). Enligt legenden skall Copernicus ha fått det första tryckta exemplaret på sin dödsbädd i maj 1543. Rheticus har fått månkratern Rhaeticus uppkallad efter sig. Den namngavs 1935 av International Astronomical Union.